# Malevizi
Malevizi (Grieks: Μαλεβίζι) is sedert 2011 een fusiegemeente (dimos) in de Griekse bestuurlijke regio (periferia) Kreta.
De drie deelgemeenten (dimotiki enotita) van de fusiegemeente zijn:
- Gazi (Γάζι)
- Krousonas (Κρουσώνας)
- Tylisos (Τύλισος)